# Iris confusa
Iris confusa là một loài thực vật có hoa trong họ Diên vĩ. Loài này được Sealy miêu tả khoa học đầu tiên năm 1937.